# Sanbanqiao
Sanbanqiao (kinesiska: 三板桥, 三板桥镇) är en köping i Kina. Den ligger i provinsen Guizhou, i den sydvästra delen av landet, omkring 200 kilometer sydväst om provinshuvudstaden Guiyang. Antalet invånare är 13885. Befolkningen består av 6 826 kvinnor och 7 059 män. Barn under 15 år utgör 30 %, vuxna 15-64 år 61 %, och äldre över 65 år 8,0 %.